# 김대기 (1980년)
김대기(金大基, 1980년 1월 14일~)는 대한민국의 전직 프로게이머 출신 기업인이다. 1999년 프로게이머에 데뷔하였다. 당시 아이디는 Aozora였다.
스타크래프트 초창기에 랜덤유저로 활동했다. 테란 종족의 메카닉을 주로 사용했으며, 게임에서는 기상천외한 전략과 엽기적인 플레이를 즐겨 구사하여 엽기테란이라는 별명을 얻기도 했다. 자신의 스타일을 우주류라 지칭하며, 방송경기에서도 섬맵에서 스타포트를 모두 띄워 상대 진영을 정찰하는 등 자신만의 '엽기적'인 색깔로 나름의 팬층을 확보했다.

## 은퇴 이후
2000년 8월부터는 게임해설자 및 방송인으로도 활동하였다. 특히 방송인으로 활동할 당시 그의 아이디를 딴 '아오조라 솔루션'이라는 전략 분석 프로그램을 진행하며 많은 인기를 끌었는데, 여기에서 '적절한'이라는 단어를 유난히 많이 사용한 것이 디시인사이드를 중심으로 한 네티즌들에게 화제가 되면서, 그의 사진이 합성 필수요소가 되고 적절한 김대기라는 별명이 생기는 등 뜻하지 않은 유명세를 끌기도 했다. 2006년부터는 게임 개발사를 설립하여 게임프로듀서로 활동하고 있으며, 2010년에는 스타크래프트2 프로팀 NEX(ZENEX)를 만들어 구단주로 활동하기도 했다.

## 약력
- 2000년 하나로통신배 투니버스 스타리그 8강
- 2000년 프리챌배 온게임넷 스타리그 24강
- 2008년 ~ (주)트리플스튜디오 대표이사
- 2010년 8월 ~ 2011년 12월 스타크래프트 II 게임단 ZeNEX 구단주